# Chrysichthys mabusi
Chrysichthys mabusi és una espècie de peix de la família dels claroteids i de l'ordre dels siluriformes.

## Morfologia
Els mascles poden assolir els 41 cm de llargària total.

## Distribució geogràfica
Es troba a Àfrica: conques dels rius Congo i Lualaba.